# ウチの彼女が中二で困ってます。
『ウチの彼女が中二で困ってます。』（ウチのかのじょがちゅうにでこまってます。）は、日の原裕光による日本のライトノベル。イラストは有子瑶一が担当している。第24回前期ファンタジア大賞銀賞授賞作。富士見ファンタジア文庫（富士見書房）にて2013年3月から同年8月まで刊行された。

## 登場人物
不知火慧（しらぬい けい）
主人公。昇竜門学園に転校してきた高校1年生の男子。クールを装うがそうでもない。能力は、自分の名前を書いた物を存在感ごと見えなくできる。
夜会陽成美（やかい ひなみ）
ヒロイン。T2Tの会長。中二対策委員長に逆らったり、トラブルを起こしがちでヤッカイさんと呼ばれている。中二病患者のことを誰より考えてる。
神無宮絵麗奈（かんなみや えれな）
学園一の巨乳の持ち主。能力は、恋するほど強くなる。ただし、恋をしていていないと体調不良になる。
ベルヴァーナ
父親がイタリア人でハーフのゴスロリ幼女。能力は、ファンタジーなビーストを呼び出せる。
天川二十里（てんかわ はつり）
2巻から登場する転校生の少女。能力は、人の心の声を可視化できる。能力発動しても、1時間すると頭が痛くなってくる。

## 用語
中二病
中間世界性第二能力発言症候群の通称。思春期の少年少女が発現する、特殊な能力を使えるようになる現象のこと。
能力は、ずっと発動させないでいるといずれ暴走してしまう。
中二病患者
中間世界性第二能力発言症候群を発症した者達の通称。
その殆どが変わり者で世間に疎まれていることが多いため、「能力者」とは呼ばれず「中二病患者」と呼ばれている。
昇竜門学園
中二病患者を集めた学園。
T2T
中二病を楽しむ会の通称。昇竜門学園の非公認組織。

## 評価
第24回前期ファンタジア大賞にて銀賞を受賞した（受賞時のタイトルは「ヤッカイさんとT2T」）。同賞で審査員を務めた雨木シュウスケは本作を以下のように評している。

## 既刊一覧
- 日の原裕光（著）・有子瑶一（イラスト） 『ウチの彼女が中二で困ってます。』 富士見書房〈富士見ファンタジア文庫〉、全2巻
  1. 2013年3月19日発売[3]、ISBN 978-4-8291-3874-8
  2. 2013年8月20日発売[4]、ISBN 978-4-8291-3928-8